# Aggarpa gyl
Aggarpa gyl är en sjö utanför Mala i Hässleholms kommun i Skåne och ingår i Helge ås huvudavrinningsområde.